# Sh2-181
Sh2-181 è una nebulosa a emissione visibile nella costellazione di Cassiopea.
Si individua nella parte settentrionale della costellazione, alcuni gradi a nordest della stella κ Cassiopeiae; il periodo più indicato per la sua osservazione nel cielo serale ricade fra i mesi di agosto e gennaio ed è notevolmente facilitata per osservatori posti nelle regioni dell'emisfero boreale terrestre, dove si presenta circumpolare fino alle regioni temperate calde.
Si tratta di una regione H II situata alla distanza di circa 1400 parsec (circa 4560 anni luce), in corrispondenza del bordo interno del Braccio di Perseo. Uno studio dettagliato sull'associazione Cassiopeia OB7 indica come questa nebulosa si trovi lungo la linea di vista dell'associazione stessa, ipotizzando una possibile interazione con essa; la distanza indicata è pari a 2000 parsec (6520 anni luce) e così le stelle responsabili della sua ionizzazione potrebbero effettivamente essere quelle dell'associazione. A questa nebulosa sarebbe associata anche la sorgente di radiazione infrarossa IRAS 00463+6459.